# Teatro nazionale etiope
Il Teatro nazionale etiope è il principale teatro di Addis Abeba, capitale dell'Etiopia.

## Storia
L'inizio della costruzione dell'edificio risale all'occupazione italiana di Addis Abeba, quando venne avviato il progetto del cinema Marconi.
L'edificio fu progettato dall'architetto Ippolito Battaglia e Carlo Celeghin con gli elementi architettonici tipici dei palazzi governativi disegnati da Plinio Marconi nell'area monumentale della capitale etiope. I 70.000 m³ del cinema-teatro Marconi dovevano essere realizzati nel 1939 a tempo di record (180 giorni) dai fratelli Giuliattini, sotto la supervisione dell'ingegner Vittorio Lombardi, con una spesa di sei milioni di lire dell'epoca e 164.000 ore di lavoro complessive. La facciata principale, lunga 75 metri, era posta su viale Mussolini (attuale Gambia street), nel centro della capitale. La sala principale doveva ospitare 2400 posti a sedere, di cui 1500 in platea e 900 in galleria e nei palchi. Alla fine della costruzione, l'edificio poteva essere considerato molto innovativo, in quanto dotato di un impianto di aerazione condizionata e per la qualità dell'acustica, giudicata perfetta anche la rappresentazione di opere liriche e sinfoniche. I lavori non vennero completati e l'edificio poteva contenere solo 350 posti.
Dopo l'espulsione degli italiani nel 1941, l'edificio venne ridenominato Cinema Adua.
Nel 1946 il comune di Addis Abeba fondò una banda allo scopo di suonare le canzoni etiopi, eseguite da solisti accompagnati da un'orchestra moderna, in modo sia da conservare le tradizioni popolari sia recepire le innovazioni musicali dell'occidente ed oriente, in modo da non isolare l'Etiopia dal resto del mondo. Questa idea innovativa di preservare le tradizioni popolari del paese all'interno di un ambiente moderno spinse il governo a istituire un teatro nazionale.
I ruderi dell'ex cinema Adua, abbandonati e divenuti in seguito una discarica di rifiuti, vennero recuperati dal comune di Addis Abeba su iniziativa del sindaco Zewde Belayneh. Il teatro fu completato nel novembre 1955, in occasione delle celebrazioni per il giubileo d'argento dell'incoronazione dell'imperatore d'Etiopia. ad un costo di 3,5 milioni di dollari, la sala è ricostruita nello stile teatrale francese del XVIII secolo. È in grado di ospitare 1260 persone e dispone di un ampio ingresso con finestre a vetri colorati e pavimento decorato artisticamente. Originariamente venne ridenominato Teatro Hailé Selassié I.
Il teatro venne inaugurato con la rappresentazione dell'opera Davide e Orione scritta da Makonnen Endelkachew, all'epoca primo ministro dell'Etiopia. Il compositore austriaco Franz Zelwecker, nominato primo direttore del Teatro nazionale, ebbe il duro compito di provvedere in breve tempo alla formazione dei musicisti.
La direzione del teatro è divisa in due sezioni, di cui una per le opere teatrali e l'altra per la musica; quest'ultima include il gruppo di danze e musica popolare Izra, l'orchestra moderna Yared, l'orchestra Dawit POP e l'orchestra d'archi.